# Dzwegor
Dzwegor (mac.: Ѕвегор, bułg.: Дзвегор, Звегор, alb.: Xvegori) – wieś w północno-wschodniej Macedonii Północnej, w gminie Dełczewo. Wieś znajduje się tuż przy granicy z Bułgarią.
Jeszcze na początku XX wieku, Dzwegor stanowił część Imperium Osmańskiego. Według statystyk Wasila Kynczowa („Macedonia. Etnografia i statystyka”), w 1900 roku była wsią pomacką, którą zamieszkiwało 335 ludzi tejże narodowości oraz 20 Cyganów. Przeprowadzony w 2002 roku Narodowy Spis Powszechny wykazał, iż wieś jest zamieszkiwana przez 904 osoby, w tym 899 Macedończyków oraz 5 Turków.